# Pongo de Mainique
Pongo de Mainique är en 3 km lång kanjon i Peru, drygt 40 meter vid, som sägs vara den farligaste passagen längs Urubambafloden. Beroende på säsongen på året och situationen i floden tar sig ändå många båtar förbi stället. Trakten runt själva canyon är ett område med hög grad av biodiversitet; det sägs att de kringliggande 15 km² regnskog runt flodens canyon rymmer en större biologisk mångfald än varje annan yta på Jorden av samma storlek.